# Michele Marullo Tarcaniota
Michele Marullo Tarcaniota   (Constantinoble, 1453 - Cecina, c. 12 d'abril de 1500) va ser un soldat i poeta grec en llengua llatina.
Nascut a Constantinoble durant la Caiguda de l'Imperi Romà d'Orient el 1453, o a Dubrovnik, on hauria arribat la seva mare embarassada poc abans de la caiguda de la capital romana d'Orient, constitueix un singular exemple d'intel·lectual desarrelat, obligat a una vida de contínua inestabilitat.
Va viure exiliat amb la seva família en la República de Ragusa primer i després a Ancona i diversos llocs d'Itàlia on es va iniciar en el cultiu de la literatura llatina i va defensar la croada contra els otomans. Va lluitar com a mercenari en la batalla de Vaslui a Moldàvia (1475), en Crimea i en el lloc d'Òtranto. De 1480 a 1486 va viure a Nàpols on va fer amistat amb Giovanni Pontano i Jacopo Sannazaro i va entrar en contacte amb els barons antiaragonesos. Al seu costat va intervenir en la campanya italiana del rei de França Carles VIII. En 1497 es trobava a Florència, on va ser acceptat en el cercle d'humanistes al voltant de Llorenç el Magnífic i va contreure matrimoni amb Alessandra Scala, jove i erudita poetessa, filla del canceller florentí Bartolommeo Scala. És possible que aquest matrimoni estigués en l'origen de les seves polèmiques amb Angelo Poliziano, igualment interessat en la jove, al punt de dedicar-li una part del seu cançoner en grec. En la disputa va intervenir també Jacopo Sannazaro, amic de Marullo, que va dedicar alguns epigrames satírics a Poliziano.
En 1500 va tornar a prendre les armes, en favor de Catalina Sforza. Al gener va participar en la defensa de Forlì enfront de Cèsar Borja. Poc després, el 10 d'abril, després de visitar en Volterra a l'humanista Raffaele Maffei, va morir ofegat en tractar de travessar el riu Cecina a cavall amb la seva armadura completa.
Marullo va ser retratat per Sandro Botticelli en un quadre de senzillesa compositiva i fina penetració psicològica, en el 2019 propietat de la família Guardans-Cambó de Barcelona, que ho va exposar en préstec temporal en el Museu del Prado, Madrid, entre 2004 i 2016. Del quadre, que en el passat es considerar com un autoretrat de Masaccio, es coneix una còpia atribuïda a Ridolfo Ghirlandaio, a partir de la qual s'ha pogut identificar el personatge retratat. La còpia de Ghirlandaio va ser propietat de Paolo Giovio, qui va incloure a Marullo en els seus Elogis d'homes de lletres il·lustres (1546), amb el retrat del poeta gravat en fusta i el seu elogi en prosa, en el qual destacava el seu inquiet enginy i el domini de les lletres tant com el de les armes.
Escriptor d'epigrames de fina sensibilitat en els quals, influït per Lucreci, va tractar els temes de l'amor, la nostàlgia per la pàtria perduda, el diàleg intel·lectual i la força divina de la naturalesa, va reunir les seves poesies en un volum titulat Hymni naturals, publicat a Florència en 1497 juntament amb l'edició definitiva dels Epigrammata, dels quals havia publicat una primera edició en 1493.